# Suchindram
Suchindram är en ort i Indien.   Den ligger i distriktet Kanniyakumari och delstaten Tamil Nadu, i den södra delen av landet, 2 300 km söder om huvudstaden New Delhi. Suchindram ligger 19 meter över havet och antalet invånare är 12 316.
Terrängen runt Suchindram är platt åt sydväst, men åt nordost är den kuperad. Runt Suchindram är det mycket tätbefolkat, med 1 177 invånare per kvadratkilometer. Närmaste större samhälle är Nagercoil, 4,4 km nordväst om Suchindram. Omgivningarna runt Suchindram är en mosaik av jordbruksmark och naturlig växtlighet.